# Taekwondo nos Jogos Olímpicos de Verão da Juventude de 2010 - Até 55 kg masculino
A competição da categoria até 55 kg masculino do taekwondo nos Jogos Olímpicos de Verão da Juventude de 2010 foi realizada em 16 de agosto no Centro Internacional de Convenções, em Singapura. Um total de doze rapazes competiram neste evento, limitado a lutadores com peso corporal inferior a 55 quilogramas. As preliminares foram disputadas a partir das 15:04, as quartas-de-final a partir das 17:00, as semifinais a partir das 19:02 e a final às 20:09, sempre no horário de Cingapura. Foram distribuídas duas medalhas de bronze em todas as competições do taekwondo.

## Medalhistas
| Ouro   | IRI Kaveh Rezaei                            |
| Prata  | KAZ Nursultan Mamayev                       |
| Bronze | SIN Jia Jun Daryl Tan VIE Nguyễn Quốc Cường |

## Resultados
Legenda
- PTG — Vitória por diferença de pontos
- SUP — Vitória por superioridade
- OT — Vitória na prorrogação (Ponto de Ouro)

|  | Preliminares              | Preliminares              | Preliminares |  |  | Quartas de final          | Quartas de final          | Quartas de final      |            |                       | Semifinais            | Semifinais       | Semifinais |  |  | Final | Final | Final |
|  |                           |                           |              |  |  |                           |                           |                       |            |                       |                       |                  |            |  |  |       |       |       |
|  |                           |                           |              |  |  |                           |                           |                       |            |                       |                       |                  |            |  |  |       |       |       |
|  |                           |                           |              |  |  | IRI Kaveh Rezaei          |                           |                       |            |                       |                       |                  |            |  |  |       |       |       |
|  | EGY Mohamed Asal          | EGY Mohamed Asal          | DSQ          |  |  | HAI Peterson Sertune      | HAI Peterson Sertune      | RSC 1 0:55            |            |                       |                       |                  |            |  |  |       |       |       |
|  | HAI Peterson Sertune      | HAI Peterson Sertune      |              |  |  |                           |                           |                       |            | IRI Kaveh Rezaei      | IRI Kaveh Rezaei      |                  |            |  |  |       |       |       |
|  | CGO Thierry Mabounda      | CGO Thierry Mabounda      | 4            |  |  |                           | SIN Jia Jun Daryl Tan     | SIN Jia Jun Daryl Tan | RSC 3 1:33 |                       |                       |                  |            |  |  |       |       |       |
|  | MYA Naing Dwe Shein Shein | MYA Naing Dwe Shein Shein | 5            |  |  | MYA Naing Dwe Shein Shein | MYA Naing Dwe Shein Shein | 5                     |            |                       |                       |                  |            |  |  |       |       |       |
|  |                           |                           |              |  |  | SIN Jia Jun Daryl Tan     | SIN Jia Jun Daryl Tan     | 6                     |            |                       |                       |                  |            |  |  |       |       |       |
|  |                           |                           |              |  |  |                           |                           |                       |            |                       | IRI Kaveh Rezaei      | IRI Kaveh Rezaei | 4          |  |  |       |       |       |
|  |                           |                           |              |  |  |                           | KAZ Nursultan Mamayev     | KAZ Nursultan Mamayev | 2          |                       |                       |                  |            |  |  |       |       |       |
|  |                           |                           |              |  |  | VIE Nguyễn Quốc Cường     | VIE Nguyễn Quốc Cường     | 4                     |            |                       |                       |                  |            |  |  |       |       |       |
|  | COL Oscar Muñoz           | COL Oscar Muñoz           | 10           |  |  | COL Oscar Muñoz           | COL Oscar Muñoz           | 3                     |            |                       |                       |                  |            |  |  |       |       |       |
|  | BRN Ebrahim Ahmed         | BRN Ebrahim Ahmed         | 7            |  |  |                           |                           |                       |            | VIE Nguyễn Quốc Cường | VIE Nguyễn Quốc Cường | 5                |            |  |  |       |       |       |
|  | KAZ Nursultan Mamayev     | KAZ Nursultan Mamayev     | 8            |  |  |                           | KAZ Nursultan Mamayev     | KAZ Nursultan Mamayev | 6          |                       |                       |                  |            |  |  |       |       |       |
|  | NEP Ranjan Shrestha       | NEP Ranjan Shrestha       | 3            |  |  | KAZ Nursultan Mamayev     | KAZ Nursultan Mamayev     | 2                     |            |                       |                       |                  |            |  |  |       |       |       |
|  |                           |                           |              |  |  | CUB José Angel Cobas      | CUB José Angel Cobas      | 0                     |            |                       |                       |                  |            |  |  |       |       |       |
|  |                           |                           |              |  |  |                           |                           |                       |            |                       |                       |                  |            |  |  |       |       |       |